# Raymond F. Boyce

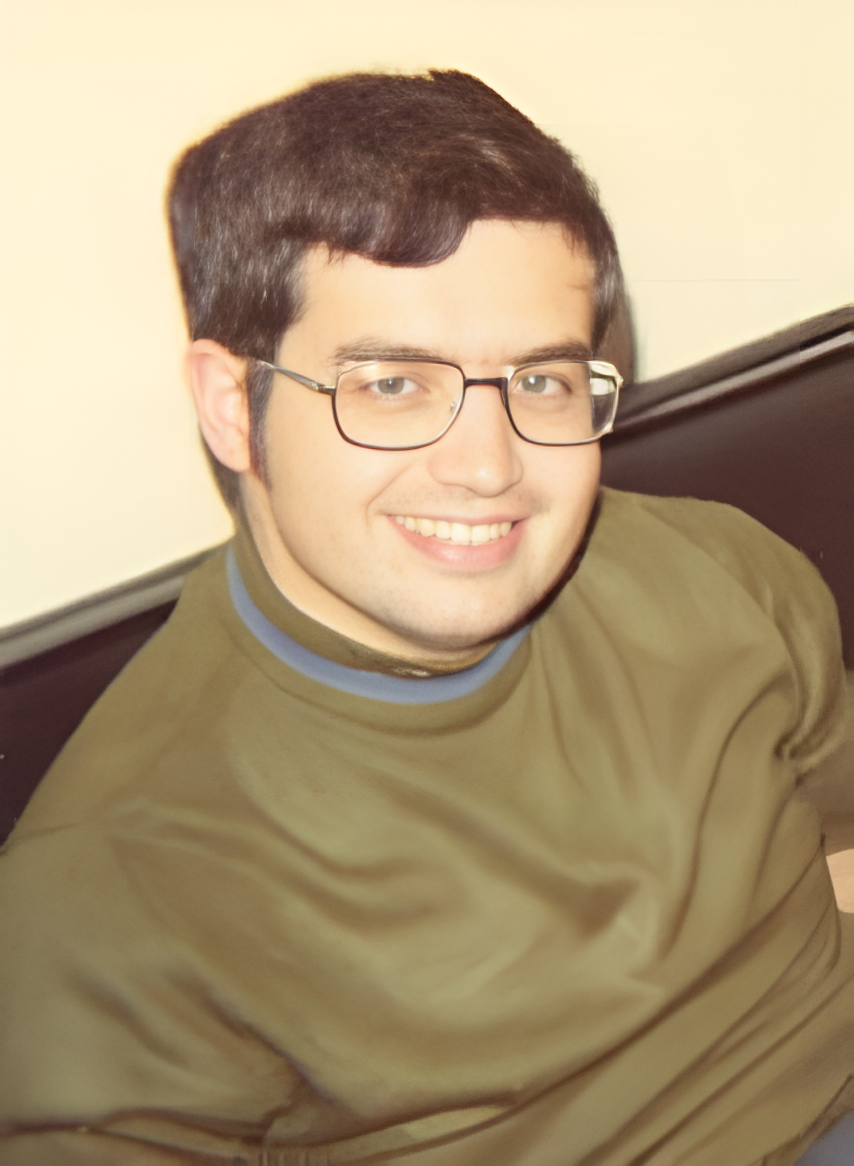
Raymond F. Boyce

Raymond F. „Ray“ Boyce (* 1947; † Juni 1974 in San José, Kalifornien) war ein US-amerikanischer Datenbanktheoretiker, der in den 1970er-Jahren auf dem Gebiet der relationalen Datenbanken forschte.
Boyce wurde 1972 in Informatik an der Purdue University bei M. H. Halstead promoviert (Topological reorganization as an aid to program simplification). Danach arbeitete er bei IBM an deren Thomas J. Watson Research Center in Yorktown Heights. Zusammen mit Edgar Codd arbeitete er auf dem Gebiet der Theorie der relationalen Datenbanken und entwickelte die nach ihm und Codd benannte Boyce-Codd-Normalform (BCNF), worüber Codd 1974 veröffentlichte. Gemeinsam mit Donald D. Chamberlin war er auch am Projekt System R beteiligt und damit an der Datenbanksprache SEQUEL als Vorläufer von SQL. Die Arbeiten begannen 1973 im IBM-Forschungszentrum in San José, wohin Boyce, Chamberlin und andere IBM Wissenschaftler von Yorktown Heights zu diesem Zweck zogen. Nach nur zweijähriger Forschungstätigkeit starb er 1974 plötzlich an einer Gehirnblutung (Aneurysma) kurz nach Veröffentlichung des Artikels über Sequel mit Chamberlin und hinterließ Ehefrau und eine neunmonatige Tochter.

## Schriften
- Donald D. Chamberlin, R. F. Boyce: SEQUEL: A Structured English Query Language (PDF; 587 kB). In: Proc. ACM SIGMOD Workshop on Data Description, Access and Control, Ann Arbor, Michigan. May 1974, S. 249–264.